# GNOME
GNOME（/ɡˈnoʊm/或/ˈnoʊm/）是一個完全由自由软件組成的桌面环境。它的目標作業系統是Linux，但是大部分的BSD系統亦支持GNOME。
GNOME是由志願貢獻者和受僱貢獻者組成的GNOME計劃開發，其最大的公司貢獻者為紅帽公司。它是一個為開發軟件框架、基於這些框架來開發用戶端軟件及協調軟件翻譯和開發無障礙軟件的專案。
GNOME最初是GNU网络对象模型环境（GNU Network Object Model Environment）的缩写，但是已经被废弃了。
GNOME以前曾是GNU計劃的一部分。但在2021年時，GNOME基金會的執行董事Neil McGovern在他的推特發文，表示已多次要求GNU將GNOME從GNU計畫頁面中移除，而GNOME基金會也在他們的官方推特中發布貼文，澄清GNOME不是GNU計畫的一部份。

## 歷史

### GNOME 1

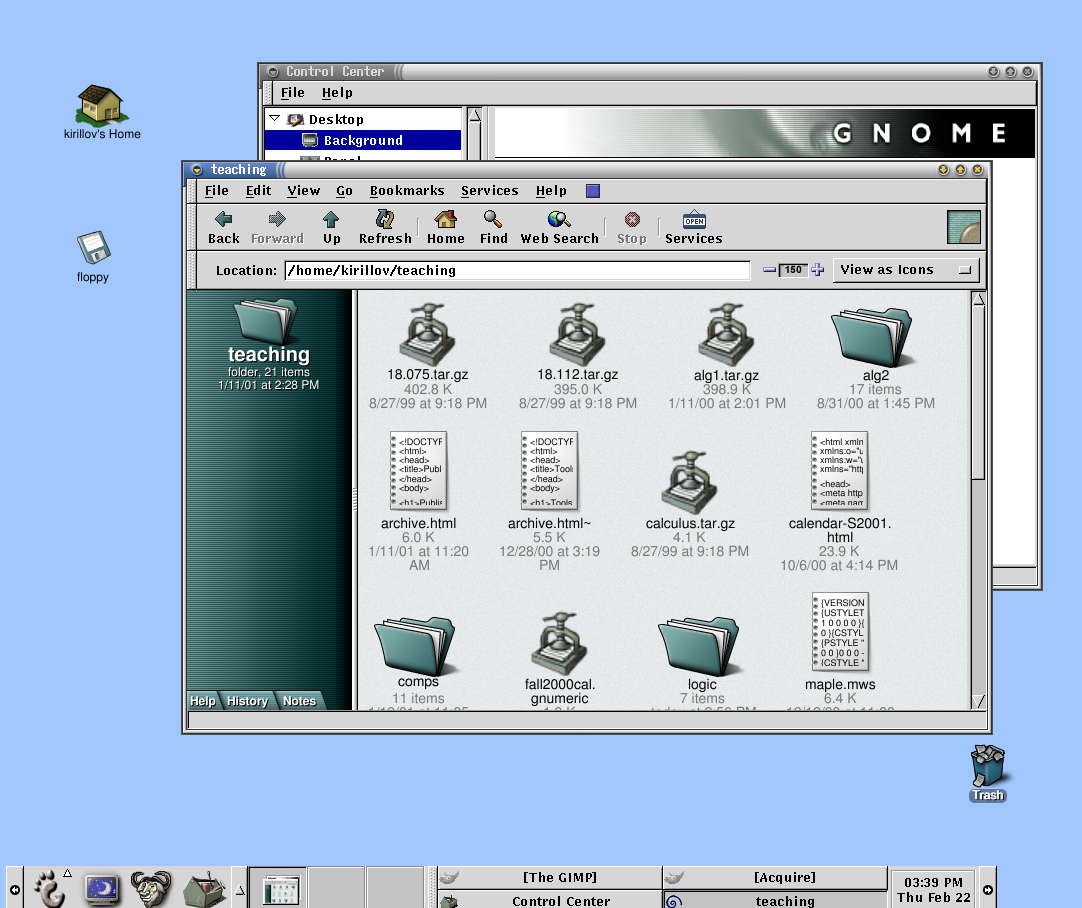
GNOME 1，1999年

1996年KDE Plasma發佈，但KDE所依賴的Qt当时并未使用GPL授權。出于这种考虑，两个项目在1997年8月发起：一个是作为Qt库替代品的「Harmony (toolkit)」，另外一个就是建立一个基于非Qt库的桌面系统，即GNOME项目。GNOME的发起者為米格爾·德伊卡薩和費德里科·梅納。
GIMP Toolkit（GTK+）被选中做为Qt toolkit的替代，担当GNOME桌面的基础。GTK+使用LGPL，允许链接到此库的软件（例如GNOME的应用程序）使用任意的许可协议。GNOME计划的应用程序通常使用GPL许可证。
在GNOME变得普及后，1999年Qt加入GPL授權。Troll Tech在GNU GPL和QPL双重许可证下发布了Unix版的Qt库。Qt加入GPL授權後，在2000年年底Harmony項目停止了開發，而KDE不再依賴非GPL的軟體。2009年3月，Qt 4.5發布，加入了LGPL授權作為第三選擇。
「GNOME」這個名稱最初是的縮寫，以反映最初為了開發類似微軟物件連結與嵌入的框架。但這個縮寫最後被放棄，因為它不再反映GNOME專案的遠景。
加州初创企业Eazel公司於1999至2001年開發Nautilus檔案瀏覽器。米格爾·德伊卡薩和納特·弗里德曼於1999年創立後來成為Ximian的Helix Code公司。該公司開發了GNOME的基礎設施和軟件，2003年被Novell收購。

### GNOME 2

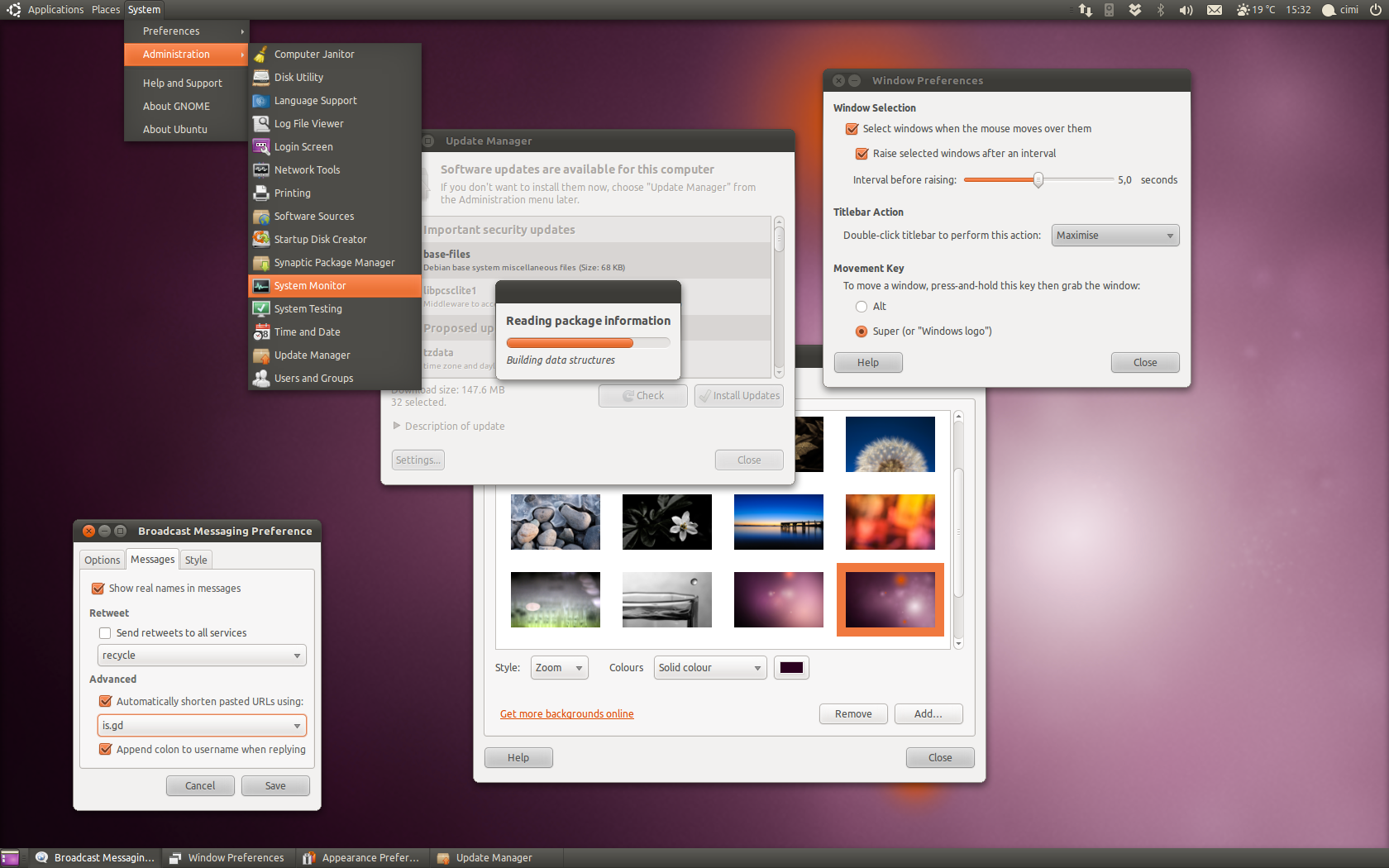
GNOME 2.32 (2010年9月)，最后一版的GNOME 2，运行于Ubuntu 10.10。

GNOME 2與傳統桌面界面十分相似，擁有一個用戶可以與不同例如窗口、圖示、檔案等虛擬物件互動的桌面環境。GNOME 2使用Metacity為它的預設窗口管理器。GNOME 2的窗口、程式和檔案管理和一般的桌面操作系统十分相似。在預設的設定中，桌面有一個啓動選單，可以用以開啓已安裝的程式及檔案；己存在的窗口在下方的工作列列出；而在右上角則有一個通知區以顯示在背景運行的程式。不過，這些功能可以隨用戶喜好而更改位置、取代或甚至移除。

### GNOME 3

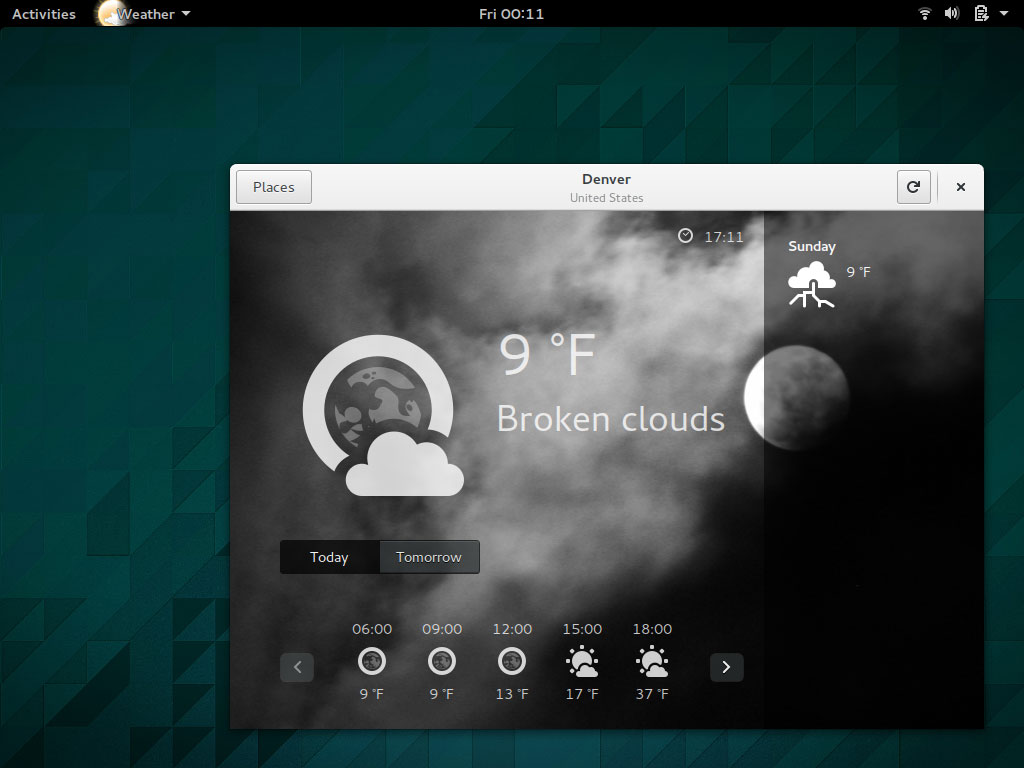
GNOME 3使用現代方法來設計用戶界面和命名應用程式。此為在 3.14 版的GNOME Shell中執行GNOME Weather的螢幕截圖（2014年9月）

在GNOME 3之前，GNOME是根據傳統的桌面比擬而設計，但在GNOME 3便被GNOME Shell所取代，所有轉換窗口及虛擬桌面都在「活動」畫面中進行。此外，因為Mutter取代了Metacity成為預設的窗口管理器，最小化及放大按鈕不再預設在名稱列中。Adwaita取代了Clearlooks成為預設主題。很多GNOME核心程式都重新設計以提供更連貫的用戶體驗。
這些重大的改變最初引來了廣泛的批評。MATE桌面環境專案由GNOME 2的源始碼衍生，目標為保留GNOME 2的傳統界面，同時支援最新的Linux技術，例如GTK+ 3。Linux Mint團隊則以開發「Mint GNOME Shell Extensions」一系列於GNOME 3上執行之外掛程式解決此問題，這些外掛程式使GNOME 3的界面變回傳統比擬界面。最後，Linux Mint決定從GNOME 3的源代码衍生另外一個桌面環境「Cinnamon」。
截至2015年，對GNOME 3的整體評價已大致轉為正面。Linux發行版Debian於GNOME 3發佈時把XFCE改成預設的桌面環境，但在Debian 8己改回預設使用GNOME 3。Linux創始者林納斯·托瓦茲於2013年已改回使用GNOME 3。

### GNOME 40
GNOME 40 與GTK 4.0 於2021年3月同時發布。使用者概覽界面改為水平界面，與以往Gnome 3.X 的垂直界面不同。Dash 方向亦由垂直改為水平。並且新釋出版本亦引進新的觸控板手勢。

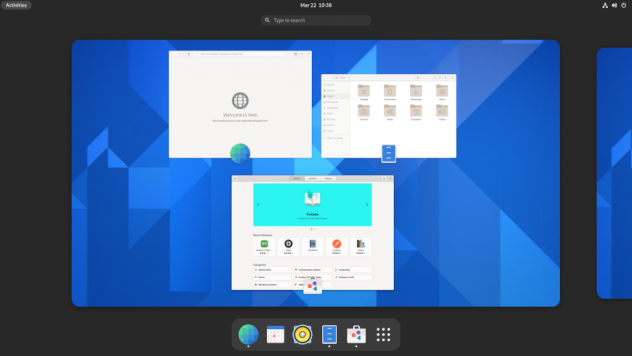
GNOME 40 界面

### 版本
组成 GNOME 计划的每一部分都有自己的版本号和发布规划，通过各模块的维护者之间的定期协调（六个月），建立一个完整的 GNOME 发布版本。下边的发布版本列表分类属于稳定版。提供给测试和开发者的不稳定版本并未列入。
Gnome 3.38 之後採用新編號方式，推出Gnome 40，下個版本將是Gnome 41，Gnome 40 穩定板發行後以40.1、40.2、40.3......等來發布更新。
| 版本歷史 | 版本歷史     | 版本歷史 | 版本歷史 | 版本歷史 | 版本歷史 |
| 版本     | 日期         | 说明 |          |          |          |
| -------- | ------------ | --- | -------- | -------- | -------- |
|          | 1997年8月    | 開始 GNOME 開發 |          |          |          |
| 1.0      | 1999年3月    | 首個 GNOME 版本發佈 |          |          |          |
| 1.0.53   | 1999年10月   | 「October」版本 |          |          |          |
| 1.2      | 2000年5月    | 「Bongo」版本 |          |          |          |
| 1.4      | 2001年4月    | 「Tranquility」版本 |          |          |          |
| GNOME 2  |              | |          |          |          |
| 2.0      | 2002年6月    | 基於 GTK2 的重大升级；引入人機界面指南 |          |          |          |
| 2.2      | 2003年2月    | 多媒体和文件管理器的改进 |          |          |          |
| 2.4      | 2003年9月    | 「Temujin」版本：發佈 Epiphany 瀏覽器，無障礙支援 |          |          |          |
| 2.6      | 2004年3月    | Nautilus變成空間文件管理器；新GTK+文件对话框 因為此版本的變更，一個短暫存在的衍生專案「GoneME」出現 |          |          |          |
| 2.8      | 2004年9月    | 加入了抽取式裝置的支援；發佈Evolution |          |          |          |
| 2.10     | 2005年3月    | 更低的記憶體需求和性能优化；新的小工具（網絡設定、设备挂载、垃圾筒捷徑）；發佈Totem、Sound Juicer |          |          |          |
| 2.12     | 2005年9月    | 改進Nautilus；改善了在程式之間的剪／貼功能及加強了對freedeskop.org的整合；發佈Evince文件閱讀器、選單編輯器、加密管理器與其它管理工具；新預設主題「Clearlooks」；開發基於支持Cairo的GTK 2.8 |          |          |          |
| 2.14     | 2006年3月    | 性能提升；用戶設定中的可用性改善；GStreamer 0.10框架；發佈Ekiga视像會議客户端、任务栏搜索工具、Pessulus锁定管理器（允许管理员方便地禁用GNOME桌面的特定特性）；快速用戶轉換；Sabayon配置编辑器 |          |          |          |
| 2.16     | 2006年9月    | 性能提升；發佈Tomboy笔记本程序、Baobab磁盘存储份额管理、Orca屏幕閱讀器、GNOME电源管理器；屏幕保护全屏预览；Totem和Nautilus的改善；Metacity支援多源圖像合成；新的图示主题；基於GTK+2.10有新的打印对话框及API. |          |          |          |
| 2.22     | 2008年3月    | Epiphany瀏覽器改用WebKit引擎；Evince文件浏览器内部转换效应；Cheese可用网络摄像头拍摄照片和记录视频及应用特效；Totem能搜索和播放YouTube视频、连接到MythTV服务、观看录像或实时電視；Rhythmbox能利用FM无线电收听器、整合进新的歌词网站、改进了Podcast feed支持；提供了独立的Flash播放器以支持从文件浏览器中预览Flash。                                           |          |          |          |
| 2.24     | 2008年9月    | 改进GNOME面板主题；泛GNOME存取的书签和浏览历史记录的集成化；新增GNOME面板小程序库；Ekiga新的用户界面；SIP支持；Empathy即时通讯客户端采用Telepathy通讯框架；Nautilus可以选择纵行和列表视图；GnomeVFS到GIO的移植部分完成。 |          |          |          |
| 2.26     | 2009年3月    | 新刻录工具Brasero；简单文件共享；媒体播放器改进；支援多显示器和指纹识别 |          |          |          |
| 2.28     | 2009年9月    | 加入GNOME蓝牙；改进时间跟踪器；改进即时聊天工具Empathy；改进Epiphany浏览器；媒体播放器增加DVD回放功能；网络摄像头工具Cheese；Evince文档查看器新增批注功能；声音控制程序增加淡入淡出控制支持；WebKit辅助功能支持等。 |          |          |          |
| 2.30     | 2010年3月    | Nautilus、Empathy、便签、Evince PDF阅读器、Time Tracker、Vinagre VNC客户端和Epiphany浏览器的改进；iPod and iPod Touch设备可以libmobiledevice透過gvfs使用；使用GTK+ 2.20. |          |          |          |
| 2.32     | 2010年9月    | 新增Rygel和GNOME颜色管理器；Nautilus文件浏览器、Empathy即时通信、便签、Evince PDF阅读器和其他组件的改进 3.0原计划於2010年9月发布，因而2.30之后开发重点转向3.0。 |          |          |          |
| GNOME 3  |              | |          |          |          |
| 3.0      | 2011年4月    | 發佈GNOME Shell：一个重新设计的、更简結的桌面環境；面向主题的帮助以Mallard标记语言編寫；并排平铺窗口；新的主题和默认字体；采用GTK+ 3.0：包括改进的语言绑定、主题化、触摸和多平台支持；移除长期废弃的开发介面 |          |          |          |
| 3.2      | 2011年9月    | 根据用户的反馈对GNOME 3.0进行了很多修改以获得更暢順的体验 |          |          |          |
| 3.4      | 2012年3月    | 用户体验方面的大量改进；问题修复和细节改进；平滑滚动；重新设计的用户界面元素；更精致的视觉主题和应用程序菜单；新的文档搜索功能；發佈Boxes程式；视频通话；可在一天中动态更新的新动画背景。 |          |          |          |
| 3.6      | 2012年9月    | 「关机」選项已经成为預設选项；活动概览中程式列表已经变成Dash上的捷徑；系统设置的改进；消息框更新，更容易互动；通知气泡窗口改善：当你正在执行全屏应用程序的时候，系统只会显示重要的通知，通知窗口加入关闭按钮；加入锁定屏幕功能 |          |          |          |
| 3.10     | 2013年10月   | 實驗性質的Wayland支援；音量、電池、帳號、開關機按紐等整合成同個選單；程式名稱列與程式功能列結合為標頭列以省下更多螢幕空間；發佈Software、Maps、Music、Photos、Notes（前身為Bijiben）；應用程式啟動檢視改為頁面式；自訂鎖定畫面的背景；新增精細捲動功能；設定值的改善；Cantarell字型改進；支援高密度顯示螢幕；支援以智慧卡解鎖畫面；改善大量問題；新的轉場動畫 |          |          |          |
| 3.12     | 2014年3月    | 改善活動概觀畫面；基於可用性測試有新的首次開機畫面；程式列表加入可調較的資料夾；新的GTK+控制項；Videos、Terminal和gedit新界面更連貫；Software的改進；新的錄音程式發佈；新的通知API；Wayland上的改善 |          |          |          |
| 3.14     | 2014年9月    | 改善動畫效果；改善觸控屏幕支援；Photos加入Google支援；Evince、Sudoku、Mines和Weather的新界面.；Hitori成為GNOME遊戲的一部分 |          |          |          |
| 3.16     | 2015年3月    | Shell界面顏色由黑色為主改為灰色為主；通知區與日曆合併；各程式的改善；更多Wayland上的改善 |          |          |          |
| 3.18     | 2015年9月    | 在Files中加入Google雲端硬碟支援；加入透過Software進行作業系統版本更新；自動屏幕亮度；觸摸板手勢；Files、Boxes及Polari的改善；加入Calendar及Character Map |          |          |          |
| 3.20     | 2016年3月    | 眾多核心程式的改善；字型改善；更新位置服務設定 |          |          |          |
| 3.22     | 2016 年 9 月 | 整合 Flatpak；Nautilus 可重新命名多個檔案；與其他 GNOME 應用程式的多項變更。 |          |          |          |
| 3.24     | 2017 年 3 月 | 夜間模式；設定應用程式的設計風格更新；增加 Recipes 食譜程式；更多功能的通知欄；圖標更新；改善 Wacom 繪圖板支援 |          |          |          |
| 3.26     | 2017 年 9 月 | 設定應用程式的新介面；新的彩色 Emoji |          |          |          |
| 3.28     | 2018 年 3 月 | 新增 Cantarell 字體的粗體與細體；更新螢幕鍵盤；整合 Thunderbolt 3 支援；增加 Usage 預覽版程式 |          |          |          |
| 3.30     | 2018 年 9 月 | 增進桌面效能；自動更新FlatPaks；新增Podcasts；變更Files (Nautilus)視窗大小時，圖示會自動調整間距 |          |          |          |
| 3.32     | 2019 年 3 月 | [ 35 ] |          |          |          |
| 3.34     | 2019 年 9 月 | [ 36 ] |          |          |          |
| 3.36     | 2020 年 3 月 | [ 37 ] |          |          |          |
| 3.38     | 2020 年 9 月 | [ 38 ] |          |          |          |
| 40       | 2021 年 3 月 | 新的「概覽」配置；「天氣」應用程式新設計 |          |          |          |
| 41       | 2021 年 9 月 | 「軟體」應用程式新設計；更多電源控制選項 |          |          |          |
| 42       | 2022年3月    | - GNOME 42的發行說明 （页面存档备份，存于） - GNOME 42的發布公告 （页面存档备份，存于） |          |          |          |

## 設計
GNOME的目標是要簡單易用。

### GNOME Shell
GNOME Shell是GNOME桌面環境的預設使用者介面。它的上方有一條面版，裏面有（由左至右）「活動」按鈕、正使用程式的選單、時鐘及一個系統選單。程式選單顯示當前使用程式的名稱及提供例如程式設定、關閉程式等的選項。狀態列有代表電腦不同狀態的圖示、往系統設定的捷徑以及登出、轉換用戶、以及關機的選項。
按下「活動」按鈕、把鼠標移動至左上角或按下超級鍵會進入「活動」畫面。「活動」畫面讓用戶縱覽現時在執行的程式，以及讓用戶轉換窗口、桌面，和執行程式。左邊的Dash面版裏面有最愛程式的捷徑、所有正在執行程式的圖示及往所有已安裝程式列表的按鈕。在上方出現一個搜尋框及右邊有一個列出所有桌面的桌面列。通知在按下上方中央的時鐘後的列表內。

### GNOME Classic

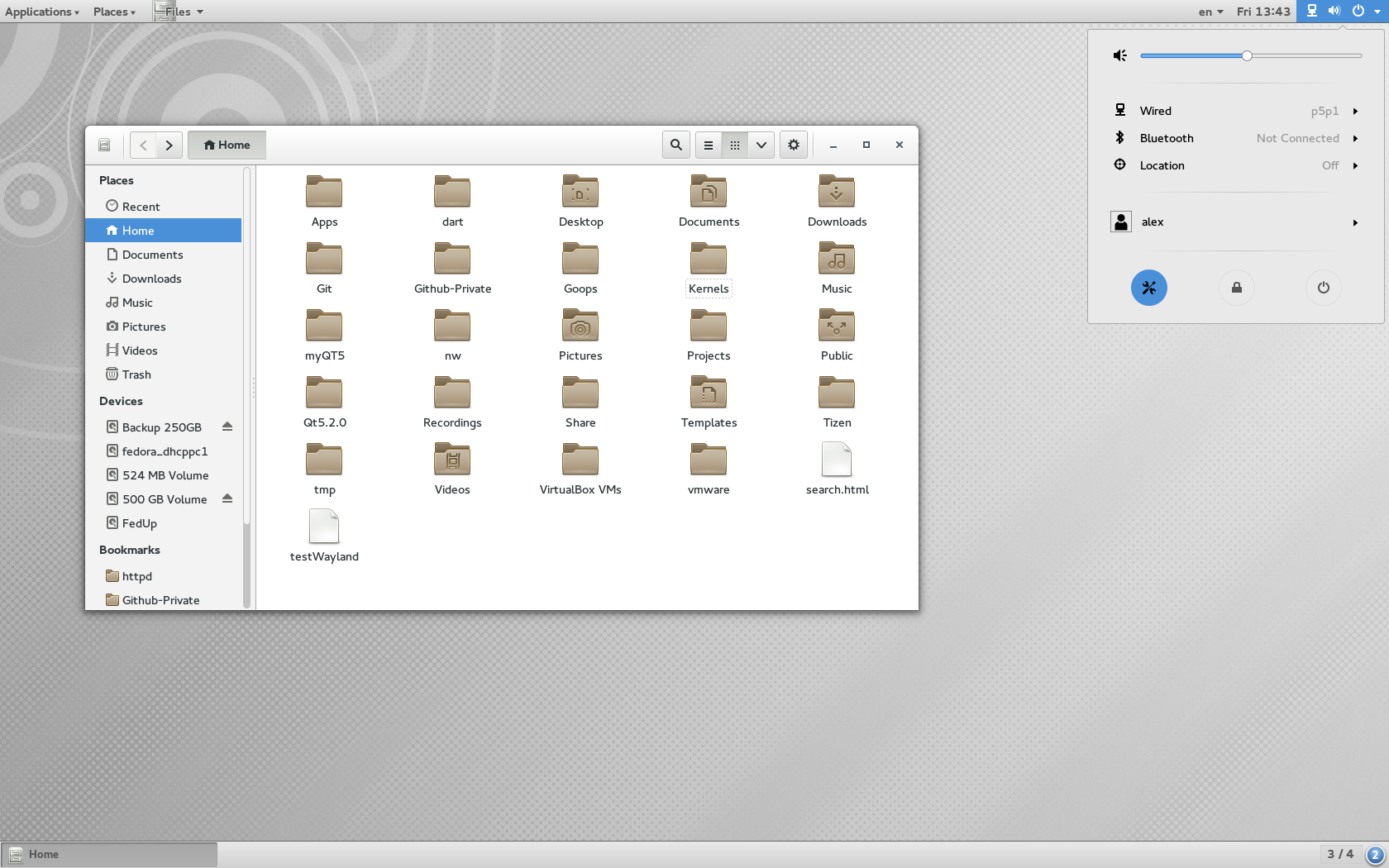
GNOME 3經典模式

從GNOME 3.8起，GNOME提供一個經典模式，提供一個較傳統的介面（類似GNOME 2）。

### 相容性
GNOME運行在X11之上，在GNOME 3.10後亦可在Wayland下執行。在大部分Linux發行版上的GNOME都是預設桌面環境或可安裝的，而在大部分BSD系統上為Ports。
2011年5月倫內德·柏特菱建議把systemd列為GNOME運行需要的軟件。因為systemd是Linux獨有，這個提議亦引起了未來停止支援其他平台的討論。由GNOME 3.2起，多席位配置只支援使用systemd的系統。2012年11月GNOME發佈小組結論，指非基本的功能可以依賴systemd。

#### Freedesktop.org與GNOME
Freedesktop.org是一项帮助在不同的X Window桌面——例如GNOME，KDE或者XFCE——之间实现互操作和共享技术的计划。尽管并非正式标准化组织，Freedesktop.org定义了X桌面的基本特征，包括程序之间的拖放、窗口管理器规范、菜单布局、最近文件列表、程序之间复制粘贴和共享的MIME类型数据库等等。遵从Freedesktop.org规范使得GNOME应用程序能够集成到其他桌面（反之亦然），并起到鼓励桌面环境之间的竞争和合作的作用。

### 人機界面指南
自GNOME 2以起，可用性是GNOME的主要焦點。所以，GNOME人機界面指南便開始發展。所有GNOME程式都有連貫的圖形使用者介面，但是不止於使用同一套控制項（英語：GUI widgets）。因為GNOME介面的設計是由在指南中的概念所引導，而指南自身則發展自認知工效學。跟從人機界面指南，開發者可以創造優質、連貫和可用性高的介面程式，因為指南裏由介面設計至介面佈局亦有規定。
在GNOME 2的重新編程中，很多對大部分使用者而言用途不大的選項都被移除。夏霍·邊靈頓在他於2002年發佈的文章「自由軟件的使用者界面」（英語：Free Software UI）中總結了關於GNOME可用性的工作，強調所有偏好設定都有它的代價。使軟件功能在預設時操作暢順，比在設定中加入選項才令軟件操作和預期一樣更好：
一個傳統的自由軟件是可配置的，使它集合所有在新舊所有同類軟件所見的功能，或甚至可配置得擁有任何新舊軟件的所有功能（Emacs＊咳＊）。
這會造成問題嗎？它會造成問題。原來選項有它們的代價。當然，某些選項亦有重要的價值－亦可成為關鍵的界面功能。但是每一個都有它們的代價，要小心地衡量它們的價值。很多用戶和開發者都不明白此代價，令他們的選項有很大的代價但只有微小的價值。——夏霍·邊靈頓

### 無障礙
GNOME旨在使桌面環境對身心障礙者在物理上和認知上都符合人體工學。GNOME的人機界面指南嘗試把此因素包個在內，但是某些個別問題使由須由特別的軟件解決。
GNOME透過無障礙套件應用程式介面以解決計算機輔助功能上的問題，它容許特別的輸入法、語音合成及語音識別以改善用戶體驗。某些工具在ATK內透過輔助技術服務供應介面註冊，以在整個桌面環境中都可以使用。幾個輔助技術軟件，例如Orca螢幕閱讀器和Dasher輸入法是針對在GNOME上使用而開發的。

## 軟件

### 核心程式
使用GTK+編寫或基於Clutter編寫的程式多不勝數，由不同開發者開發。自GNOME 3以來，GNOME計劃開發了一系列的程式，為GNOME核心程式。所有GNOME核心程式都是根據人機界面指南而設計的。

### 遊戲
GNOME遊戲有與GNOME核心程式外觀，以及與GNOME軟件版本週期同時發佈。它們全部都已根據人機界面指南重寫。

### 開發工具
Anjuta整合開發環境，Glade使用者介面設計工具及Devhelp應用程式介面閱覽器是為了促進開發與GNOME連貫的軟件而開發的。Accerciser計算機輔助閱覽器以及其他調試工具，包括Nemiver、GtkInspector和Alleyoop亦是為了促進開發GNOME軟件而開發。
與第三方軟件整合，例如與NoFlo整合亦有提供。

## 组织
和大多数自由软件类似，GNOME组织也很松散，其关于开发的讨论散布于众多向任何人开放的邮件列表。为了处理管理工作、施加影响以及与同对开发GNOME软件有兴趣的公司联系，2000年8月成立了GNOME基金会。基金会并不直接参與技术决策，而是协调发布和决定哪些对象应该成为GNOME的组成部分。基金会网站将其成员资格定义为：
“按照GNOME基金会章程，任何对GNOME有贡献者都可能是合格的成员。尽管很难精确定义，贡献者一般必须对GNOME计划有不小帮助。其贡献形式包括代码、文档、翻译、计划范围的资源维护或者其它对GNOME计划有意义的重要活动 。”
基金会成员每年11月选举董事会，其候选人必须也是贡献者。